# El Amria
El Amria (em árabe: العامرية) é uma cidade localizada na província de Aïn Témouchent, no noroeste da Argélia. Em 2010, sua população era de 22 572 habitantes.